# Kaitlan Collins

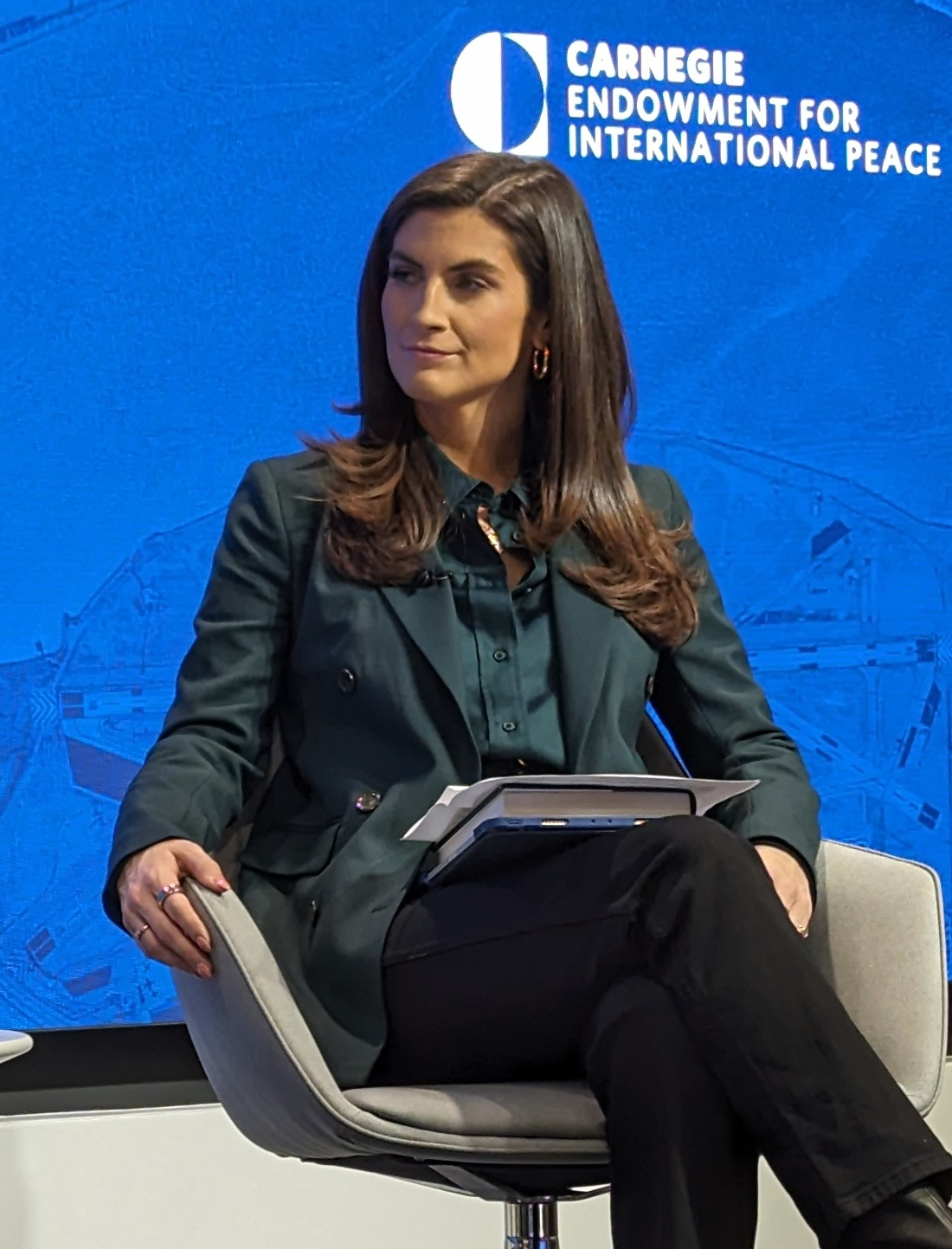
Kaitlan Collins (2024)

Kaitlan Collins (geboren am 7. April 1992 in Prattville, Alabama) ist eine US-amerikanische Journalistin und Moderatorin.
Bis Mai 2023 war sie Moderatorin der Sendung CNN This Morning, nun moderiert sie die Primetime-Abendsendung The Source. Aktuell ist sie wieder CNN-Chefkorrespondentin für das Weiße Haus.

## Leben
Collins ging auf die Prattville High School in Prattville (Alabama). Anschließend besuchte sie die University of Alabama, wo sie von Chemie zu Journalismus und Politikwissenschaft als Hauptfach wechselte. Sie war ein Mitglied der Studentenvereinigung Alpha Phi Omega.
Nachdem Collins im Mai 2014 mit einem Bachelor of Arts in Journalismus und Politikwissenschaften abgeschlossen hatte, begann sie eine eigene Website und einen Blog zu betreiben. Sie arbeitete als freie Autorin. Im Juni 2014 wurde sie vom rechten Internetbetreiber The Daily Caller als Reporterin für den Unterhaltungsteil engagiert, 2017 wurde sie für dieses Medium Korrespondentin im Weißen Haus.
Am 15. Juni 2017 wurde bekannt, dass Medienmanager Jeff Zucker Collins für CNN engagiert hat. Seitdem arbeitet sie auch bei CNN als Korrespondentin im Weißen Haus. Sie reiste unter anderem nach Asien, um dort über Donald Trumps Auslandsbesuch zu berichten. Am 7. Oktober 2018 entschuldigte sich Collins für homophobe Äußerungen, die sie während ihrer College-Zeit auf Twitter an Freunde gesendet hatte. Diese waren zuvor von den Log Cabin Republicans veröffentlicht worden.
Im Juli 2018 wurde Collins vom Weißen Haus explizit ausgeladen, bei Pressekonferenzen teilzunehmen, weil sie „unangebrachte“ Fragen gestellt habe. Das Weiße Haus drückte es so aus: „[Kaitlan Collins] shouted questions and refused to leave despite repeatedly being asked to do so.“ („[Kaitlan Collins] rief Fragen in den Raum und weigerte sich auch nach mehrmaliger Aufforderung zu gehen.“) Collins nahm zu diesem Zeitpunkt eine Rolle als Pool Reporter wahr, sie stellte Fragen für eine ganze Gruppe von Journalisten. Alle amerikanischen Nachrichtenagenturen (darunter auch FOX News) solidarisierten sich daraufhin mit ihr und verwiesen auf ihre Pflicht als Journalistin und die Pressefreiheit. Das Weiße Haus ließ verlauten, dass Collins nicht für ihre Fragen, sondern für ihr Benehmen ausgeschlossen wurde. Collins hatte gefragt, ob sich der Präsident von Michael Cohen betrogen fühle. Das Weiße Haus weigerte sich, das Wort „banned“ (ungefähr „ausgeschlossen“ auf Deutsch) für sein eigenes Verhalten gegenüber Collins zu verwenden. Diese Äußerungen erfolgten kurz nachdem eine öffentliche Debatte um Höflichkeit im Umgang miteinander, insbesondere des Weißen Hauses mit der Presse und der Pressefreiheit (fortlaufend) geführt worden war.
Am 11. Januar 2021, kurz vor dem Amtsantritt von US-Präsident Joe Biden, wurde Collins mit 28 Jahren als jüngste Korrespondentin einer der großen US-Nachrichtensender zur CNN-Chefkorrespondentin für die Berichterstattung aus dem Weißen Haus ernannt.
Am 17. Mai 2023 wurde bekannt, Collins werde ab Juni nicht mehr in This Morning auftreten, sondern die seit dem Ausscheiden von Chris Cuomo Ende 2021 nicht mehr fest besetzte Präsentation der Neun-Uhr-Nachrichten am Abend übernehmen.
Am 26. November 2024 wurde bekannt gegeben, dass Collins erneut CNN-Chefkorrespondentin für die Berichterstattung aus dem Weißen Haus wird und weiterhin ihre Präsentationen im CNN-Programm erfüllen wird.